# 1906년 중간 올림픽 사격 남자 20m 군사 권총 그레스
1906년 중간 올림픽 사격 남자 20m 군사 권총 그레스는 그리스 아테네에서 개최된 1906년 중간 올림픽 사격의 세부 종목이다. 4월 23일에 칼리테아 사격장에서 진행되었다. 9개국에서 31명의 선수가 참가하였다. 이 종목에 참가하는 권총 모델은 "1873-1874 Gras"이다.

## 경기장
| 도시   | 경기장          | 로마자                   | 비고    |
| ------ | --------------- | ------------------------ | ------- |
| 아테네 | 칼리테아 사격장 | Kallithea shooting range | 전 경기 |

## 경기 결과
| 순위 | 선수                              | TH  | 점수 |
| ---- | --------------------------------- | --- | ---- |
| 1    | 장 푸코니에 (FRA)                 | 30  | 219  |
| 2    | 라울 드 부안 (FRA)                | 30  | 216  |
| 3    | 에르망 마르탱 (FRA)               | 30  | 215  |
| 4    | 모리스 르코크 (FRA)               | 30  | 211  |
| 5    | 루드비그 테르나이고 (AUT)         | 30  | 208  |
| 6    | 아리스티디스 란가비스 (GRE)       | 30  | 201  |
| 7    | 루이 리샤르데 (SUI)               | 29  | 199  |
| 8    | 아리스티디스 크로니스 (GRE)       | 29  | 198  |
| 9    | 모리스 포르 (FRA)                 | 30  | 197  |
| 10   | 알렉산드로스 테오필라키스 (GRE)   | 30  | 193  |
| 11   | 이오아니스 파파파나기오투 (GRE)   | 30  | 192  |
| 12   | 콘라트 스타헬리 (SUI)             | 29  | 192  |
| 13   | 아나스타시오스 메탁사스 (GRE)     | 29  | 192  |
| 14   | 프란기스코스 마브로마티스 (GRE)   | 29  | 191  |
| 15   | 하인리히 힌테르만 (AUT)           | 29  | 191  |
| 16   | 레옹 모뢰 (FRA)                   | 29  | 189  |
| 17   | 콘스탄티노스 스카를라토스 (GRE)   | 29  | 187  |
| 18   | 에릭 카를베리 (SWE)               | 29  | 179  |
| 19   | 마티아스 트리안타필리디스 (GRE)   | 30  | 168  |
| 20   | 게오르기오스 오르파니디스 (GRE)   | 29  | 166  |
| 21   | 게럴드 멀린 (GBR)                 | 28  | 162  |
| 22   | 빌헬름 카를베리 (SWE)             | 28  | 136  |
| 23   | 카스파르 비드머 (SUI)             | 27  | 136  |
| 24   | 체사레 리베르치아니 (ITA)         | 25  | 133  |
| 25   | 게오르기오스 지시모스 (GRE)       | 23  | 121  |
| 26   | 산도르 쿤트 퇴로크 본 무러 (HUN)  | 26  | 117  |
| 27   | 장 레이슈 (SUI)                   | 20  | 103  |
| 28   | 세메레 라스즐로 (HUN)             | 16  | 85   |
| 29   | 안토닌 에흐렌베르게르 (BOH)       | 13  | 55   |
| -    | 시드니 멀린 (GBR)                 | DNF | DNF  |
| -    | 마르셀 메이어 데 스타델호펜 (SUI) | DNF | DNF  |

## 메달리스트
| 종목                     | 금                   | 은                    | 동                     |
| ------------------------ | -------------------- | --------------------- | ---------------------- |
| 남자 20m 군사권총 그레스 | 장 풀코니에 · 프랑스 | 라울 드 부안 · 프랑스 | 에르망 마르탱 · 프랑스 |

## 참고 자료
- (영어) “Shooting at the 1906 Athina Summer Games: Men's Military Revolver, 1873-1874 Gras Model, 20 metres”. sports-reference.com. 2012년 11월 7일에 원본 문서에서 보존된 문서. 2010년 11월 5일에 확인함.
- (영어) De Wael, Herman. “Herman's Full Olympians: "Shooting 1906".”. 2012년 11월 3일에 원본 문서에서 보존된 문서. 2010년 11월 5일에 확인함.